# Диосмийпразеодим
Диосмийпразеодим — бинарное неорганическое соединение, интерметаллид
осмия и празеодима
с формулой Os2Pr,
кристаллы.

## Получение
- Сплавление стехиометрических количеств чистых веществ:

{\displaystyle {\mathsf {2\,Os+Pr\ {\xrightarrow {2200^{o}C}}\ Os_{2}Pr}}}

## Физические свойства
Диосмийпразеодим образует кристаллы
гексагональной сингонии,
пространственная группа P 63/mmc,
параметры ячейки a = 0,5359 нм, c = 0,8938 нм, Z = 4,
структура типа дицинкмагния MgZn2  (фаза Лавеса)
.
При температуре <2200°С происходит переход в фазу
кубической сингонии,
пространственная группа F d3m,
параметры ячейки a = 0,7660 нм, Z = 8,
структура типа магнийдимеди MgCu2
.
Соединение образуется по перитектической реакции при температуре ≈2200°С.